# Anita Rapp
Pour les articles homonymes, voir Rapp.
Anita Rapp-Ødegaard, née le 24 juillet 1977 à Lillehammer, est une footballeuse norvégienne, jouant au poste de défenseur.

## Biographie
Elle est internationale norvégienne de 1998 à 2003 à 60 reprises pour 12 buts. Elle participe aux éditions 1999 (quatrième) et 2003 (quart de finaliste) de la Coupe du monde, aux Jeux olympiques d'été de 2000, remportés par les Norvégiennes, ainsi qu'au Championnat d'Europe 2001 (demi-finaliste).
Elle remporte le Championnat de Norvège de football féminin avec l'Asker SK en 1998 et 1999 ainsi que la Coupe de Norvège de football féminin en 2000.